# Lalbandi
Lalbandi (Nepali लालबन्दी Lalbandi) ist eine Stadt (Munizipalität) im östlichen Terai im Distrikt Sarlahi (Nepal).
Die Stadt entstand 2014 durch Zusammenlegung der Village Development Committees Jabdi, Lalbandi und Pattharkot.
Das Stadtgebiet umfasst 66,3 km².

## Einwohner
Bei der Volkszählung 2011 hatten die VDCs, aus welchen die Stadt Lalbandi entstand, 30.785 Einwohner (davon 14.782 männlich) in 6619 Haushalten.